# Gruppoid (Kategorientheorie)
Im mathematischen Teilgebiet der Kategorientheorie ist ein Gruppoid eine kleine Kategorie, in der jeder Morphismus ein Isomorphismus ist.

## Definition
Ausführlich formuliert besteht ein Gruppoid also aus:
- Einer Menge {\displaystyle G_{0}} aus Objekten;
- Für jedes Paar von Objekten {\displaystyle x,y\in G_{0}} aus einer Menge {\displaystyle G(x,y)} aus Morphismen (oder Pfeilen) von {\displaystyle x} nach {\displaystyle y}. Anstatt {\displaystyle f\in G(x,y)} schreibt man auch {\displaystyle f\colon x\rightarrow y} (angelehnt an die übliche Notation für Funktionen)
- Für jedes Objekt {\displaystyle x} ist ein ausgezeichnetes Element {\displaystyle \mathrm {id} _{x}\in G(x,x)} gegeben;
- Für je drei Objekte {\displaystyle x,y,z\in G_{0}} ist eine Abbildung {\displaystyle \mathrm {comp} _{x,y,z}:G(y,z)\times G(x,y)\rightarrow G(x,z):(g,f)\mapsto g\circ f} gegeben, genannt Verkettung;
- Für je zwei Objekte {\displaystyle x,y\in G_{0}} ist eine Funktion {\displaystyle \mathrm {inv} :G(x,y)\rightarrow G(y,x):f\mapsto f^{-1}} gegeben, genannt Inversion.

Diese Strukturen müssen miteinander in folgender Weise verträglich sein:
- Für alle {\displaystyle f\colon x\to y,g\colon y\to z,h\colon z\to w} gilt {\displaystyle (h\circ g)\circ f=h\circ (g\circ f)} (Assoziativität);
- Für alle {\displaystyle f\colon x\to y} gilt: {\displaystyle f\circ \mathrm {id} _{x}=f} and {\displaystyle \mathrm {id} _{y}\circ f=f} (Neutralelemente);
- Für alle {\displaystyle f\colon x\to y} gilt: {\displaystyle f\circ f^{-1}=\mathrm {id} _{y}} sowie {\displaystyle f^{-1}\circ f=\mathrm {id} _{x}} (Inverse).

Die drei Verträglichkeitsbedingungen gleichen den Gruppenaxiomen.
Das ist kein Zufall. Ein Gruppoid mit genau einem Objekt ist nichts anderes als eine Gruppe. In diesem Sinn stellt der Begriff Gruppoid also eine Verallgemeinerung des Begriffes Gruppe dar.
Man bezeichnet {\displaystyle G_{1}=\bigcup _{x,y\in G_{0}}G(x,y)} als Menge der Morphismen und die durch {\displaystyle s(f)=x,t(f)=y} für {\displaystyle f\in G(x,y)} gegebenen Abbildungen {\displaystyle s,t\colon G_{1}\to G_{0}} als Quell- und Zielabbildungen.

## Anwendung und Beispiele
- In der algebraischen Topologie wird das Fundamentalgruppoid zu einem topologischen Raum {\displaystyle X} assoziiert. Die Objekte des Gruppoids sind die Punkte von {\displaystyle X}. Die Pfeile sind die Homotopieklassen (relativ Anfangs- und Endpunkt) von stetigen Abbildung {\displaystyle f\colon [0,1]\longrightarrow X}, wobei der Anfangspunkt {\displaystyle f(0)} die Quelle ist und der Endpunkt {\displaystyle f(1)} das Ziel. Oft tragen Gruppoide zusätzliche Strukturen wie eine Topologie auf der Menge der Objekte und Pfeile.[2]

- In der Loopquantengravitation finden Gruppoide bei der Beschreibung der Spin-Netzwerke Anwendung.

- In der Kristallographie werden Gruppoide zur Beschreibung der Symmetrie von polytypen Strukturen verwendet.

- Jede Gruppe ist ein Gruppoid mit einem Objekt und den Gruppenelementen als Pfeilen.

- Aus einer beliebigen kleinen Kategorie entsteht ein Gruppoid, wenn nur die Pfeile betrachtet werden, die Isomorphismen sind.

- Jede Äquivalenzrelation ist ein Gruppoid mit den Elementen der Trägermenge als Objekten, sodass zwischen zwei Objekten genau dann ein Morphismus existiert, falls sie äquivalent sind.

- In der algebraischen Geometrie werden häufig für eine algebraische Gruppe {\displaystyle G} Gruppoide von {\displaystyle G}-Prinzipalbündeln betrachtet. Diese tauchen in der Definition des klassifizierenden Stacks einer algebraischen Gruppe auf.

## Eigenschaften
- Die Kategorie aller Gruppoide mit Funktoren als Morphismen ist eine Subkategorie von Cat, der Kategorie aller kleinen Kategorien.